# Bernard Deladrière
Bernard Deladrière est un homme politique et haut fonctionnaire français de Nouvelle-Calédonie et d'origine « pied noir », né en 1952 à Tunis (protectorat français de Tunisie, actuelle Tunisie).
Il est membre du Huitième Gouvernement de Nouvelle-Calédonie issu de l'Accord de Nouméa du 5 juin 2009 au 3 mars 2011, chargé du budget, de la fiscalité, de l'économie numérique et des questions relatives à la communication audiovisuelle, puis des treizième, quatorzième et quinzième gouvernements du 5 juin 2014 au 5 juillet 2019, chargé  des questions juridiques (droit civil, des assurances et de l'urbanisme), du suivi des transferts de compétences, du suivi des affaires relatives à la Francophonie, des relations avec les Provinces et communes, de la simplification administrative, de la modernisation de l'administration et de l'évaluation des politiques publiques. Il est également chargé de la santé de 2014 à 2015, du suivi de la construction du médipôle de Koutio de 2014 à 2017 et de l'économie numérique de 2017 à 2019.

## Origines et formation
Fils de l'islamologue spécialiste du soufisme classique Roger Deladrière,, il est né et passe les premières années de sa vie à Tunis. Sa famille quitte la Tunisie désormais indépendante pour Lyon en 1965. Il est le frère aîné de la haute-fonctionnaire européenne Geneviève Pons.
Élève du collège-lycée Ampère jusqu'en 1969, il entre ensuite à l'Institut d'études politiques (IEP) de Lyon. Il y passe le concours du ministère des Affaires étrangères à vingt ans en 1971 et, n'étant pas majeur, se fait émanciper pour commencer une carrière diplomatique,,.

## Diplomate puis haut fonctionnaire
D'abord affecté à l'ambassade de France à Port-Louis sur l'île Maurice, il est ensuite vice-consul auprès de l'ambassade de New Delhi en Inde. Il y acquiert une passion pour ce pays, ainsi que pour le Tibet, y retourne par la suite régulièrement et déclare vouloir, après sa retraite, totalement s'y consacrer,. Il sert également dans les représentations françaises au Rwanda de Juvénal Habyarimana, en Ouganda alors dirigé par Idi Amin Dada et au Zaïre de Mobutu Sese Seko.
De retour en France métropolitaine, il reprend ses études en intégrant la promotion Henri François d'Aguesseau (1980-1982) de l'École nationale d'administration (ÉNA). Il y côtoie notamment Thierry Lataste, futur Haut-commissaire de la République, délégué du gouvernement en Nouvelle-Calédonie de 1999 à 2002. À sa sortie en 1982, il intègre la magistrature administrative.
D'abord en poste à La Réunion, il est affecté à la Nouvelle-Calédonie où il arrive le 1er janvier 1985. Il y a en effet été nommé par décret du président de la République daté du 14 décembre 1984 commissaire du gouvernement auprès du tribunal administratif de Nouméa qui vient juste d'être créé.
Il arrive alors dans un contexte d'affrontements violents, politiques et ethniques, opposant les indépendantistes du Front de libération nationale kanak et socialiste (FLNKS) menés par Jean-Marie Tjibaou aux anti-indépendantistes du Rassemblement pour la Calédonie dans la République (RPCR) de Jacques Lafleur. En effet, le 12 janvier 1985, à la suite de la mort du dirigeant indépendantiste radical Éloi Machoro, tué d'une balle dans la poitrine par un membre du GIGN avec un autre militant indépendantiste, Marcel Nonnaro, dans une ferme de La Foa qu'ils occupaient, l'état d'urgence est déclaré et le couvre-feu installé en Nouvelle-Calédonie. Il déclare plus tard au sujet de cette époque : « Je pensais repartir au bout de trois ans et réintégrer la diplomatie. Mais à partir de 1988, j’ai voulu participer au processus original qui s’engageait », à savoir celui mis en place par les accords de Matignon-Oudinot qui rétablissent le calme sur le Territoire après près de quatre ans d'instabilité.

## Collaborateur de Jacques Lafleur, Jean Lèques puis Pierre Frogier
C'est par l'intermédiaire de Marie-Noëlle Thémereau, directrice du service des études, de la législation et du contentieux puis de celui des finances du Territoire de 1986 à 1988 et future femme politique, qu'il entre en contact avec les dirigeants du RPCR, Pierre Frogier (associé de Marie-Noëlle Thémereau à la tête d'une agence immobilière à partir de 1988) et surtout le chef du parti anti-indépendantiste Jacques Lafleur. Après sa victoire aux premières élections provinciales, le 11 juin 1989, et son accession à la présidence de l'Assemblée de la Province Sud (la plus peuplée et la plus riche du Territoire), ce dernier nomme Bernard Deladrière comme secrétaire général de cette nouvelle collectivité le 1er août 1989.
Le 9 août 1991, l'Assemblée de la Province Sud décide de se doter d'une société anonyme d'économie mixte (SAEM) pour gérer ses participations dans diverses entreprises et projets économiques, la Société de financement et de développement de la province Sud ou Promo-Sud. Lors de sa première réunion, le 6 janvier 1992, le conseil d'administration de la société élit Bernard Deladrière comme président. Il dispose alors d'un rôle de premier plan dans la politique de développement économique et surtout touristique de la Province à cette époque, avec surtout en février 1995, l'inauguration du premier hôtel cinq étoiles de l'archipel, appartenant à la chaîne Le Méridien et agrémenté d'un casino, situé à la pointe Magnin à Nouméa et géré par sa filiale, la Société des Hôtels de Nouméa (dont Promosud détient 33,9 % du capital, Jacques Lafleur y ayant fait également participé les deux autres provinces et plusieurs organismes publics ou privés). Il est suivi en 1998 par un autre Méridien de luxe à la baie d'Oro sur l'île des Pins. Promosud prend en charge aussi l'aménagement, dans le quartier de Tina à l'est de Nouméa, entre 1992 et 1994, d'un golf dont les neuf premiers trous ont été inaugurés le 4 mars 1994 pour une mise en service totale en 1997.
Il laisse le secrétariat général pour celui de directeur de cabinet de Jacques Lafleur à la présidence de la Province Sud le 17 juillet 1995. Il est ainsi l'un des acteurs principaux de la négociation de l'Accord de Nouméa, et est l'un de ses signataires pour le RPCR (aux côtés de Jacques Lafleur, Pierre Frogier, Simon Loueckhote, Harold Martin et Jean Lèques) le 5 mai 1998. Lors de la phase d'élaboration du nouveau statut, il a notamment défendu la création d'un exécutif collégial élu, l'importance du poids des provinces et une autonomie importante au sein de la République avec un système de « souveraineté partagée ». Il présente notamment sa vision dans la contribution 14, intitulée « L'évolution dans le cadre de territoire d'outre-mer », du colloque organisé par le Centre de recherches et d'études administratives de la faculté de droit de l'Université Montpellier 1 les 14 et 15 mars 1997 repris dans l'ouvrage L’Avenir statutaire de la Nouvelle-Calédonie. L’évolution des liens de la France avec ses collectivités périphériques. Il est également très présent lors de la campagne de son parti pour le « oui » au référendum local de ratification de l'accord du 8 novembre 1988 et est généralement membre des délégations du RPCR puis Rassemblement-UMP et enfin Rassemblement aux Comités des signataires tenus régulièrement à Paris.
Après la mise en place des nouvelles institutions, il devient le secrétaire général du premier gouvernement de la Nouvelle-Calédonie, présidé par le maire de Nouméa Jean Lèques, du 28 mai 1999 au 17 avril 2001. Il préside ainsi à la mise en place de la nouvelle administration territoriale. Après la formation du deuxième gouvernement et le remplacement de Jean Lèques par Pierre Frogier, ce dernier prend Bernard Deladrière comme directeur de cabinet à compter du 22 mai 2001 et cela jusqu'à la défaite du RPCR (devenu entretemps le Rassemblement-UMP) aux élections provinciales du 9 mai 2004.
Il reste par la suite un proche collaborateur de Pierre Frogier au point d'être considéré comme son « éminence grise ». Il est son conseiller particulier dans le gouvernement de Marie-Noëlle Thémereau (Avenir ensemble) dont Frogier est le membre chargé du Commerce extérieur, du suivi des Questions relatives aux Relations extérieures et aux Relations avec l'Union européenne. Après son accession à la présidence du Rassemblement-UMP en juillet 2005, il en fait l'un de ses lieutenants pour la réorganisation du parti. Il confie notamment à Bernard Deladrière la direction de la commission électorale chargée notamment d'organiser les « primaires » pour le choix des candidats aux élections législatives de 2007. De même, lorsque Pierre Frogier devient président du Congrès de la Nouvelle-Calédonie le 31 juillet 2007, il reprend Bernard Deladrière comme directeur de cabinet.
En 2011, après son départ du gouvernement, il redevient le directeur de cabinet de Pierre Frogier à la présidence de l'Assemblée de la Province Sud, et reste à ce poste auprès de Cynthia Ligeard à partir de 2012 jusqu'aux provinciales de 2014. En 2013, il devient le président du Comité pour le projet institutionnel du Rassemblement-UMP, nouvelle instance de l'organisation du parti composée, outre lui-même, de treize personnes et chargée d'élaborer un « projet institutionnel consensuel pour l'après accord de Nouméa ».

## Premiers mandats électifs et membre du gouvernement

### Fonctions municipales
Bernard Deladrière n'a jamais été présent sur une liste aux élections provinciales.
Il obtient son premier mandat électif en 1995 en étant élu conseiller municipal de Nouméa sur la liste menée par le maire sortant RPCR Jean Lèques, reconduite dès le premier tour. Il est alors adjoint au maire, chargé des affaires sociales, jusqu'en 2001. Il n'est pas candidat aux élections de 2001.
Aux municipales de 2008, il est cette fois-ci présent en 15e position sur la liste Rassemblement-UMP au Mont-Dore, deuxième commune du Territoire en nombre d'habitants, composante de l'agglomération du Grand Nouméa et fief électoral de Pierre Frogier qui en fut le maire de 1989 à 2001. Menée par le maire sortant Éric Gay, elle obtient la victoire au premier tour le 9 mars avec 55,96 % des voix et 28 conseillers sur 35. Élu, Bernard Deladrière obtient le poste de 9e adjoint chargé du Budget, des Finances, du Patrimoine et du Contrat d’agglomération.

### Membre du Gouvernement
Mais Bernard Deladrière, longtemps homme de l'ombre, n'arrive sur le devant de la scène politique néo-calédonienne que le 5 juin 2009, date à laquelle il est élu par le nouveau Congrès issu des élections provinciales du 10 mai précédent membre du huitième gouvernement de la Nouvelle-Calédonie, présidé par Philippe Gomès (Calédonie ensemble). Le 15 juin suivant, il est chargé d'animer et de contrôler les secteurs du budget, de la fiscalité, de l'économie numérique et des questions relatives à la communication audiovisuelle.
Dans un contexte marqué par un ralentissement de l'activité du fait de la baisse des cours des matières premières, et surtout du nickel, dans le cadre de la crise mondiale, et donc de baisse des revenus de la fiscalité (avec toutefois le maintien d'une forte activité hors-nickel qui permet à la Nouvelle-Calédonie de maintenir une croissance au moins supérieure à 1 %) après plusieurs années d'un fort dynamisme économique, Bernard Deladrière est chargé ainsi de préparer les nouveaux budgets. Le 25 août 2009, le gouvernement accepte un budget supplémentaire pour l'année fiscale 2009, sur la base des comptes publics de 2008, de 44 milliards de francs CFP (368,72 millions d'euros). Il comprend 2,2 milliards de francs CFP affectés à l’investissement (pour les Jeux du Pacifique de 2011, la poursuite du cofinancement de la nouvelle aérogare de La Tontouta dont l'inauguration est également prévue pour 2011, l'augmentation des crédits destinés aux routes, les études de la grande salle de spectacle du Sud ou encore les infrastructures des conseils coutumiers), 4,4 milliards de francs aux interventions de la Nouvelle-Calédonie dans les actions de formation professionnelle, dans le soutien au secteur hospitalier ou au secteur agricole, entre autres, et 1,8 milliard destiné aux collectivités, sous forme de prêts ou de subventions.
Il présente le 10 novembre 2009 le budget primitif global pour 2010, dans lequel il dit vouloir mêler « rigueur et volontarisme ». Porté au total à 161,5 milliards de francs pacifique (1,35 milliard d'euros environ) mais dont l'essentiel est redistribué aux provinces (60,1 milliards) et aux communes (18,2 milliards), seuls 44,4 milliards de francs pacifique (372,072 millions d'euros) restent à l'échelon territorial pour son budget propre, en recul de 2,8 % par rapport à celui de 2009. Il prévoit de recourir à l'emprunt (5 milliards de francs pour l'ensemble de l'année 2009) et de réaffecter en partie la fiscalité. Ainsi la Taxe sur les services (TSS, qui représente 15 milliards) et celle sur les tabacs et alcools (2,7 milliards), jusque-là entièrement dévolues à la CAFAT (la sécurité sociale locale, excédentaire de 12 milliards en 2009), seront orientées vers l'Agence sanitaire et sociale (ASS), celle-ci devant en renverser une partie à la CAFAT pour utiliser le reste à des actions à caractère social. Enfin, les dépenses de personnel sont maintenus à un niveau virtuellement stable, puisqu'elles n'augmentent que de 0,04 %, grâce à des « ajustements » excluant toutefois toute suppression de poste, comme Bernard Deladrière le précise : « Nous nous sommes aperçus que les années précédentes, il y avait une surestimation des dépenses de personnels. Nous ajustons les choses à la réalité. Mais ça ne peut se faire qu’une fois ». Les postes clés de dépense restent la commande publique (10 milliards avec surtout les trois grands chantiers du Médipôle de Koutio, de l'aérogare de La Tontouta et des infrastructures des Jeux du Pacifique), l'entretien des infrastructures routières, maritimes et aéroportuaires (4 milliards), la formation professionnelle (3,2 milliards, avec toutefois l'appel à une évaluation de l'action gouvernementale en la matière), le soutien de l'agriculture et de la pêche (2,2 milliards), l'installation d'un complément retraite (1,5 milliard) et le dialogue social (200 millions). Dans le même temps, Bernard Deladrière estime qu’il faut « penser autrement les dépenses » et que « l’efficacité de la dépense publique doit se mesurer à ses effets et non à son montant. Il nous faut plus de visibilité, plus de transparence, plus de performance », cela passant notamment par la structure des prochains budgets en missions et programmes ou le développement d'un outil de prospective sur le devenir de l'avenir de l'économie territoriale. Ce budget primitif est adopté par le Congrès le 21 décembre 2009 par 37 voix pour (31 élus non-indépendantistes sur 32 ainsi que les 6 du groupe UNI), 16 abstentions (les 12 du groupe FLNKS et les 4 du Parti travailliste) et un non-vote (Jacques Lafleur, qui était absent).
Chargé du suivi des questions relatives à la communication audiovisuelle, il hérite surtout de la direction du comité de pilotage de la télévision numérique terrestre (TNT), instance locale chargée de préparer la mise en place de cette dernière en Nouvelle-Calédonie, prévue pour le 30 novembre 2010, et de la création en son sein d'une nouvelle chaîne locale. L'appel à candidature en ce sens est lancé par le CSA qui doit trancher entre deux dossiers : « NC 9 », une « télévision consensuelle », dont les programmes d’information seraient partagés entre les sensibilités indépendantiste et non indépendantiste, et « RTCK », une chaîne de proximité portée par la province Nord. Bernard Deladrière milite pour sa part pour la fusion de ces deux projets. Le comité de pilotage a sinon décidé de créer une antenne locale du GIP France Télé Numérique, chargée de la communication et de la gestion des aides. Le gouvernement envisage pour sa part d'éditer un dépliant d'explication aux consommateurs pour l'achat de téléviseurs adaptés et a préparé une exonération de -26 % de la taxe générale à l'importation (TGI) et de douane pour les décodeurs et les antennes râteaux, afin d’abaisser leurs prix.
Concernant l'économie numérique, il prend en main pour la partie néo-calédonienne du projet de câble sous-marin à fibre optique pour relier ceux existants Gondwana-1 (allant de Sydney à Nouméa, mis en service en 2008) et Hanatea (allant de Hawaii à Papeete, dont la mise en service est prévue pour le courant 2010). Si le précédent gouvernement avait en effet soutenu le projet privé South Pacific islands network (Spin) porté par la société Spin SAS, le nouvel exécutif lance en avril 2010 une révision de son mode de participation, tandis que Bernard Deladrière estime que : « Les gouvernements national et local sont d’accord sur un projet de câble sous-marin, mais avec un portage public et non pas privé ». Il s'agit essentiellement d'assurer la « sécurisation de Gondwana pour la Nouvelle-Calédonie », tandis que le choix du public plutôt que le privé semble se justifier au nom de la défiscalisation accordée par l'État, selon un principe voulant que « quand l’État s’engage dans des projets de cette importance-là, il souhaite que l’affaire soit maîtrisée par la puissance publique », et des contrats d’achat de capacité des Offices des postes et télécommunications (OPT), polynésien et néo-calédonien, tous deux des établissements publics territoriaux. Il est chargé également de superviser l'objectif du gouvernement de passer à la 3G d'ici l'ouverture des Jeux du Pacifique en 2011, et plus tard à la 4G.
Le gouvernement Gomès chute à la suite de la démission en bloc le 17 février 2011 des membres UC et de leurs suivants de liste. Lors de l'élection du nouvel exécutif, il n'est placé dans la liste commune des groupes Rassemblement-UMP et Avenir ensemble-LMD qu'à la 14e et dernière place, soit une position non éligible puisque le gouvernement ne comporte que 11 membres.

## Convictions personnelles
Bernard Deladrière se présente comme monarchiste - « des convictions qui remontent à mon enfance et auxquelles je reste fidèle » -, « gaulliste de gauche » et patriote. Il s'oppose au projet d'hymne proposé en 2008 par la chorale Mélodia (« Soyons unis, devenons frères »), ne jugeant pas les paroles assez « profondes » et proposant de confier la tâche d'écrire ses paroles aux écrivains locaux. Il est passionné de culture indienne et tibétaine.